# Kajii
kajiiは、愛知県の日用品創作楽器グループ。
メンバーはクマーマ（熊谷将）、創（原創平）の二名。

## 略歴
東京で音楽活動をしていたクマーマと創が2013年結成。
当初は「創＆クマーマ」というユニット名で活動していた。
「日用品のみを使って楽器を作り演奏する」というコンセプトから名前を現在のkajiiに変更。　
(kajiiには、「家事」「鍛冶」「風」の三つの意味がある)
活動拠点も二人の出身地である愛知県に移す。
食器を30個ほど並べたオリジナル楽器「食琴」を筆頭に、あらゆる日用品を楽器に変える独特なスタイルで、コンサート、ワークショップ、講演活動を行う。